# APOL2
APOL2 (англ. Apolipoprotein L2) – білок, який кодується однойменним геном, розташованим у людей на короткому плечі 22-ї хромосоми. Довжина поліпептидного ланцюга білка становить 337 амінокислот, а молекулярна маса — 37 092.
| 10         |  | 20         |  | 30         |  | 40         |  | 50         |
| ---------- |  | ---------- |  | ---------- |  | ---------- |  | ---------- |
| MNPESSIFIE |  | DYLKYFQDQV |  | SRENLLQLLT |  | DDEAWNGFVA |  | AAELPRDEAD |
| ELRKALNKLA |  | SHMVMKDKNR |  | HDKDQQHRQW |  | FLKEFPRLKR |  | ELEDHIRKLR |
| ALAEEVEQVH |  | RGTTIANVVS |  | NSVGTTSGIL |  | TLLGLGLAPF |  | TEGISFVLLD |
| TGMGLGAAAA |  | VAGITCSVVE |  | LVNKLRARAQ |  | ARNLDQSGTN |  | VAKVMKEFVG |
| GNTPNVLTLV |  | DNWYQVTQGI |  | GRNIRAIRRA |  | RANPQLGAYA |  | PPPHIIGRIS |
| AEGGEQVERV |  | VEGPAQAMSR |  | GTMIVGAATG |  | GILLLLDVVS |  | LAYESKHLLE |
| GAKSESAEEL |  | KKRAQELEGK |  | LNFLTKIHEM |  | LQPGQDQ    |  |            |

A: Аланін

C: Цистеїн

D: Аспарагінова кислота

E: Глутамінова кислота

F: Фенілаланін

G: Гліцин

H: Гістидин

I: Ізолейцин

K: Лізин

L: Лейцин

M: Метіонін

N: Аспарагін

P: Пролін

Q: Глутамін

R: Аргінін

S: Серин

T: Треонін

V: Валін

W: Триптофан

Кодований геном білок за функцією належить до фосфопротеїнів. 
Задіяний у таких біологічних процесах, як транспорт, транспорт ліпідів, ацетилювання. 
Локалізований у цитоплазмі.